# Barkholmen, Björneborg

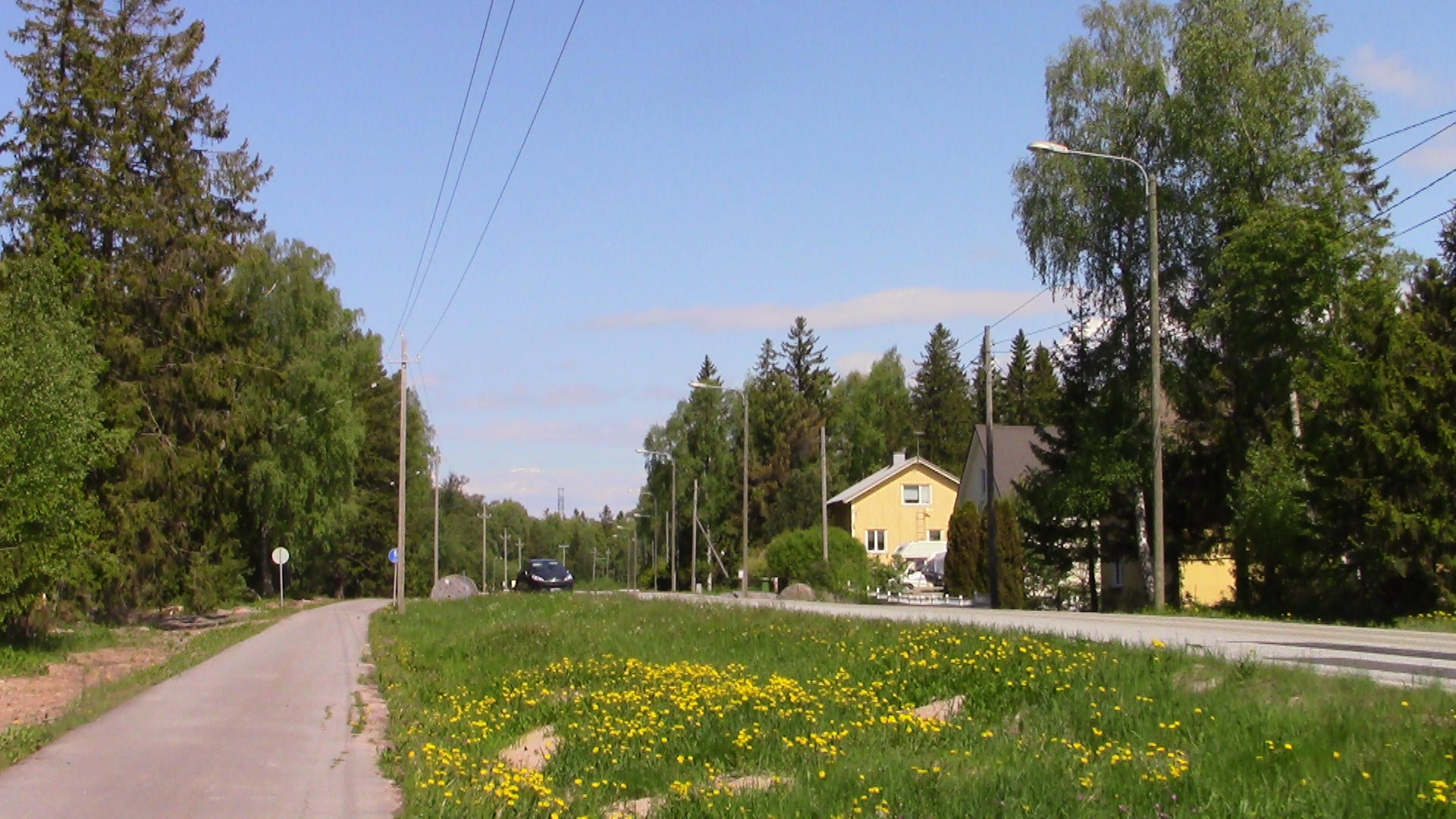
Regionalväg 269 i Barkholmen.

Barkholmen (finska Parkkiluoto) är stadsdel nr. 72 i  Björneborg, Finland. Stadsdelen är en del av området Havs-Björneborg och omges i söder av Räfsö, och i norr av Vetenskär. Barkholmen ingår i Räfsö upptagningsområde för skolorna.  